# مركز كامبردج العلمي
كان مركز كامبردج العلمي آي بي إم عبارة عن مختبر أبحاث شركة تم إنشاؤه في فبراير 1964 في كامبريدج، ماساتشوستس. يقع في 545 ساحة التكنولوجيا (Tech Square)، في نفس المبنى كمشروع ماك في معهد ماساتشوستس للتكنولوجيا، أعيدت تسميته فيما بعد مركز آي بي إم العلمي. ومن أبرزها إنشاء آي بي أم سي بي - 40 وأجزاء برنامج التحكم في سي بي/سي إم إس (CP/CMS)، وهو نظام تشغيل آلة افتراضية تم تطويره لنظام نظام آي بي أم/360 موديل 67